# Бачинський Валерій Йосипович
Валерій Йосипович Бачинський (нар. 17 січня 1957, м. Заліщики, Тернопільська область) — український громадсько-культурний діяч. Заслужений діяч мистецтв України (2001).

## Життєпис
Валерій Бачинський народився в місті Заліщиках, нині Заліщицької громади Чортківського району Тернопільської области України.
Закінчив Київський інститут культури (1978), Львівську філію Української академії державного управління (2001).
У 1978—1979 роках працював викладачем мистецького циклу Теребовлянського культурно-освітнього училища. Від 1999 — начальник управління культури Тернопільської ОДА.
2006 року призначений керівником Департаменту мистецтва і регіональної політики Міністерства культури і туризму України; а у 2008 — Адміністративного департаменту Міністерства охорони здоров'я України. Від 2012 — директор-розпорядник Національного академічного драматичного театру імені Івана Франка.
У березні 2024 року здобув перемогу в конкурсі на посаду директора Тернопільської обласної універсальної наукової бібліотеки.
Голова Ради земляцтва «Тернопілля» в м. Києві.

## Доробок
1993 року був директором фільму про уродженця Тернопільщини Івана Пулюя. Мистецький керівник творчих звітів районів у Тернополі, Тернопільської області в м. Києві (2002—2003).
Автор публікацій з питань культури; організатор та учасник науково-теоретичних конференцій, присвячених діяльності відомих тернополян, проблемам розвитку культури.

## Нагороди
- заслужений діяч мистецтв України (2001);
- орден «Знак пошани» (1986);
- срібна медаль ВДНГ;
- почесна відзнака Міністерства культури і мистецтв України «За досягнення в розвитку культури і мистецтва» (2003).